# Jordan Bolger
Jordan Bolger, né le 9 novembre 1994, est un acteur britannique. Il joue à la télévision notamment dans Peaky Blinders, The 100 et The Book of Boba Fett. Au cinéma, il est connu pour ses rôles secondaires dans Tom & Jerry et The Woman King.

## Enfance et éducation
Bolger est né à Radford, en Angleterre, d'un père jamaïcain et d'une mère anglaise, et a un frère du nom de Daniell. Il a été élevé par sa mère Liz, célibataire et professeur de gym. Il fait du taekwondo et du kickboxing dans sa jeunesse. Il suit une formation de danseur à l'école Tring Park pour les arts de la scène (en).

## Carrière
Ayant initialement l'intention d'être danseur professionnel, Bolger s'est blessé lors d'une audition de danse et décide de changer de cap en devenant acteur à la place. Son premier rôle d'acteur est celui d'Isaiah Jésus dans la série télévisée dramatique britannique Peaky Blinders. De 2014 à 2017, il fait 13 apparitions dans une émission avant de la quitter en raison d'horaires conflictuels. En 2018, il apparaît dans le drame de science-fiction post-apocalyptique The 100 dans le rôle de Miles Ezekial Shaw. En 2021, il fait ses débuts à Hollywood dans un rôle secondaire dans le film comique Tom & Jerry. En 2022, il est choisi pour le personnage récurrent Skad dans la série télévisée dérivée de Star Wars Le Livre de Boba Fett et dans le rôle de soutien, Malik, dans le film acclamé de 2022 The Woman King.

## Filmographie

### Cinéma
| Année | Titre                                | Rôle     |
| ----- | ------------------------------------ | -------- |
| 2014  | Voulez-vous me tuer maintenant ?     | UN J     |
| 2015  | Est-ce un viol ? : Le sexe en procès | Phil     |
| 2015  | Guerre                               | Daryl    |
| 2016  | L'habitude de la beauté              | Kévin    |
| 2016  | Ne frappez pas deux fois             | Dany     |
| 2016  | iBoy                                 | Dany     |
| 2018  | Scarborough                          | Daz      |
| 2020  | Caramaka : des mondes à part         | Caramaka |
| 2021  | Tom et Jerry                         | Cameron  |
| 2022  | La femme roi                         | Malik    |

### Télévision
| Année        | Titre                 | Rôle                |
| ------------ | --------------------- | ------------------- |
| 2014-2017    | Peaky Blinders        | Esaïe Jésus         |
| 2015         | Victime               | Matt Conley         |
| 2015         | Le dépotoir           | Zack                |
| 2017         | Dans les Badlands     | Tate                |
| 2017         | Dans le noir          | Est                 |
| 2018         | La longue chanson     | Nemrod              |
| 2018-2019    | Les 100               | Miles Ezechial Shaw |
| 2019         | David fait l'homme    | Shinobi             |
| 2022         | Le livre de Boba Fett | Skad                |
| À déterminer | La ville              | À déterminer        |

## Sources et références
Source
- (en) Cet article est partiellement ou en totalité issu de l’article de Wikipédia en anglais intitulé « Jordan Bolger » (voir la liste des auteurs).

Références
1. ↑  (en) Roz Laws, « Peaky Blinders actor Jordan's rise to stardom », sur CoventryLive (en), 23 octobre 2014 (consulté le 24 janvier 2023).
2. ↑  (en) Molli Mitchell, « Peaky Blinders: Why did Jordan Bolger leave Peaky Blinders? », sur Express.co.uk, 18 octobre 2019 (consulté le 25 janvier 2023).
3. 1 2  (en) « Jordan Bolger and Tati Gabrielle: friends and contemporaries chasing the rush », sur Hero (en), 12 avril 2022 (consulté le 25 janvier 2023).
4. ↑  (en) Anthony Spencer, « The Reason Jordan Bolger Left Peaky Blinders », sur thethings.com, 22 février 2022 (consulté le 25 janvier 2023).
5. ↑  (en) Andy Swift, « The 100 Adds Peaky Blinders Actor as Cocky Space Explorer in Season 5 », sur tvline.com (en), 18 août 2017 (consulté le 25 janvier 2023).
6. ↑  (es) Miguel Anxo Fernández, « Tom y Jerry, más actores que dibujos », sur La Voz de Galicia, 18 avril 2021 (consulté le 25 janvier 2023).
7. ↑  (en) Brooke Knappenberger, « Who Plays The Biker With The Eye Implant In The Book Of Boba Fett Chapter 3 », sur Looper, 12 janvier 2022 (consulté le 25 janvier 2023).
8. ↑  (en) « Michelle Dockery, Nicholas Pinnock and David Dawson announced for This Town, Steven Knight's original new drama series for the BBC », sur bbc.co.uk / mediacentre (consulté le 25 janvier 2023).